# Romolo Lastrucci
Romolo Lastrucci (Siena, 15 luglio 1889 – Roma, 29 settembre 1976) è stato un generale italiano, comandante del Genio della 10ª Armata.

## Biografia
Partecipa alla Guerra di Spagna quale comandante del Raggruppamento del Genio del Corpo Truppe Volontarie (CTV), prendendo parte alla battaglia di Santander ottenendo una croce di guerra al valor militare, e successivamente alla battaglia d'Aragona, dove si guadagna una medaglia d’argento al valore.
Promosso generale di brigata per merito di guerra nel 1939, dichiarata l’Italia la guerra alla Francia e alla Gran Bretagna, prese brevissimamente parte alla campagna del Nordafrica della seconda guerra mondiale poiché fu il primo generale italiano a essere fatto prigioniero di guerra dagli inglesi. Comandante del genio dell’XXI Corpo d'armata (inquadrato nella 10ª Armata), giunto due giorni prima da Bengasi, il 16 giugno 1940, dopo essere partito con alcuni soldati e ufficiali alle 7 di mattina su due normali autovetture senza scorta per ispezionare le opere sulla zona di Bardia, al confine con l’Egitto, arrivati nei pressi di Marsa Luch attraverso la via Balbia, incrociarono cinque autoblinde britanniche, la prima vettura continuò la marcia mentre quella sulla quale viaggiava Lastrucci si arrestò per un problema tecnico; circondati, ne seguì uno scontro a fuoco nel quale perì il capitano Francesco Valvo.
Dopo un breve periodo di detenzione nel campo ancora in costruzione della località di Geneifa, una zona desertica nei pressi del Grande Lago Amaro, penultima stazione della ferrovia Alessandria-Cairo-Suez, lungo il Canale, venne imbarcato il 23 agosto 1940 con altri prigionieri a Suez a bordo del piroscafo Rajula, diretto a Bombay, nell’India Britannica, qui venne separato dagli altri e trasferito al “campo per generali” di Dehra Dun; fu rimpatriato tra gli “ammalati” sul finire del 1944.
Dal 23 gennaio 1958 al 18 ottobre 1959 fu vicepresidente nazionale dell’Associazione Nazionale Genieri e Trasmettitori d'Italia (ANGET). Con d.P.R. 21 dicembre 1961 gli venne revocata la concessione dell’onorificenza di cavaliere dell'Ordine al merito della Repubblica Italiana concessagli il 2 giugno 1959.